# Rdze
Rdze (Pucciniomycetes R. Bauer, Begerow, J.P. Samp., M. Weiss & Oberw.) – klasa grzybów z typu podstawczaków (Basidiomycota). Takson ten jest odpowiednikiem wcześniejszej podklasy Urediniomycetidae Swann et al.

## Systematyka
Według aktualizowanej klasyfikacji Index Fungorum bazującej na Dictionary of the Fungi do klasy Pucciniomycetes należą następujące rzędy i rodzaje:
- podklasa Incertae sedis
  - rząd Helicobasidiales R. Bauer, Begerow, J.P. Samp., M. Weiss & Oberw. 2006
  - rząd Pachnocybales R. Bauer, Begerow, J.P. Samp., M. Weiss & Oberw. 2006
  - rząd Platygloeales R.T. Moore 1990 – płaskolepkowce
  - rząd Pucciniales Clem. & Shear 1931 – rdzowce
  - rząd Septobasidiales Couch ex Donk 1964 – czerwcogrzybowce
  - rodzaj incertae sedis Couturea Castagne 1845